# Aliciella formosa
Aliciella formosa là một loài thực vật có hoa trong họ Polemoniaceae. Loài này được (Greene ex Brand) J.M.Porter mô tả khoa học đầu tiên năm 1998.